# Jean Perdrizet
 (février 2021).
Si vous disposez d'ouvrages ou d'articles de référence ou si vous connaissez des sites web de qualité traitant du thème abordé ici, merci de compléter l'article en donnant les références utiles à sa vérifiabilité et en les liant à la section « Notes et références ».
Jean Perdrizet, né à Villers-la-Faye (Côte-d'Or) le 3 août 1907 et mort à Digne-les-Bains (Alpes-de-Haute-Provence) le 22 avril 1975, est un ingénieur et créateur d'art brut français.

## Biographie
Né en Bourgogne de parents instituteurs, Jean Perdrizet passe sa vie célibataire, auprès de sa mère, de son père, de sa sœur et de son neveu. Après son bac, il obtient en 1931 le diplôme d’adjoint technique des ponts et chaussées et est employé au génie militaire à Grenoble de 1934 à 1937. Mis en indisponibilité, pour raisons de santé, il travaille épisodiquement à Électricité de France, de 1944 à 1949, puis à la surveillance de la construction du pont de Bollène.
Vers 1955, la famille Perdrizet s’installe à Digne-les-Bains où il s'établit comme « inventeur ». Il se tient au courant des avancées scientifiques les plus récentes et réalise alors des prototypes et des plans de machines pour communiquer avec les morts, les fantômes ou les extraterrestres. Il s’enthousiasme autant pour la construction de robots que de machines à percer les plafonds ou de soucoupes volantes. À la suite du décès de son père, il se fabrique une table spirite pour entrer en contact avec lui et organise des séances avec ses voisins. 
Trouver une langue universelle le passionne également : il invente la « langue T » ou « espéranto sidéral » qu’il dit « parler couramment ».
De sa cave surgissent de temps à autre des constructions loufoques : sa soucoupe volante lui vaut l’admiration des gamins de son quartier.
Ses plans sur papier ozalid, très complexes, mêlent des formules, des croquis coloriés, des indications techniques, des explications théoriques, des considérations religieuses ou métaphysiques. Cherchant à faire connaître ses innovations, il envoie ses plans aux organismes scientifiques susceptibles d'être intéressés et expédie ainsi « deux tonnes [de plans] en 40 ans » à la NASA, au CNRS, aux facultés de sciences, au Vatican, à l’UNESCO, à l'Académie royale des sciences de Suède dans l’espoir de recevoir un prix Nobel… Sans résultat. Pour autant, plusieurs scientifiques s’intéressent à son travail tels que José Argémi ou Jacques Paillard.

## Œuvres
Au LaM
- Pour piloter l'âme : avion ponctiforme aiguille ; c'est broder le fil de nos idées, 1968
- Machine à lire à résistance liquide, 1970
- Machine à écrire avec l'au-delà, 1971
- Courbe clothoïde, 1971
- Machine à lire et à voir, 1971
- Montagne des 31 dividendes, 1971
- Lunette lisante. Machine à lire par spectres., 1972
- Soucoupe-volante centrifuge mieux wagon volant, 1972
- Tambour traçant. Périphérique d'ordinateur, 1972
- Hélicoptère à moteur humain, 1972-1973
- Imagination du robot, 1973
- Rétrofusées rotatives. Treuil, 1973
- Langue t ou pictographie dactylographiée, 1973-1974
- Je refais cette expérience pour cet appareil mais cette fois sans air comprimé mais avec de l'eau qui coule d'un robinet, 1974
- Turbine à air comprimé, 1974
- Veuillez m'envoyer votre proposition pour le prix Nobel…[3], avant 1975
- Pour mon 2e envoi à Stockholm - Nobel, avant 1975

## Expositions
On a pu voir ses travaux au Palais de Tokyo (Paris), à La Maison rouge (Paris), à la Kunsthal (Rotterdam), au Mona (Australie), à la Hayward Gallery (Londres), à l'Oliva Creative Factory (Portugal), à La Centrale (Bruxelles), au LaM à Villeneuve-d'Ascq, au musée Gassendi de Digne.
- « Do the write thing: read between the lines #2 »[4], galerie Christian Berst art brut, Paris, du 26 avril au 2 juin 2018
- « Brut now : l’art brut au temps des nouvelles technologies », commissaire : Christian Berst, brut pop, musées de Belfort, Belfort, du 29 octobre au 16 janvier 2017
- « Art brut : a story of individual mythologies », œuvres de la collection Treger Saint Silvestre, Oliva Creative Factory, Sao Joao da Madeira, Portugal, du 18 juin au 28 février 2017
- « Anatomie de l’automate », centre de culture contemporaine La Panacée, Montpellier, du 21 novembre 2015 au 28 février 2016
- « Connected », La Centrale, Bruxelles, du 24 mars au 28 août 2016
- « Le bord des mondes », palais de Tokyo, Paris, du 18 février au 17 mai 2015.
- « Le mur », œuvres de la collection Antoine de Galbert, La Maison rouge, Paris, 14 juin au 21 septembre 2014
- « Art brut : breaking boundaries », œuvres de la collection Treger-Saint Silvestre, commissaires : Christian Berst, Oliva Creative Factory, Sao Joao da Madeira, Portugal, du 1er juin au 11 septembre 2014
- « The alternative guide to the universe », commissaire : Ralph Rugoff, Hayward Gallery, Londres, 2013
- « Jean Perdrizet, deus ex machina »[5], galerie Christian Berst art brut, Paris, du 3 février au 10 mars 2012